# Массовое убийство в Егорьевске (2016)
Массовое убийство членов байкерского клуба «Дикие сердцем» произошло ночью 8 мая 2016 года в деревне Чёлохово (городской округ Егорьевск, Московская область). 27-летний житель Егорьевска Илья Асеев после совместного распития алкогольных напитков и на почве возникшего конфликта застрелил из самозарядного карабина пятерых байкеров, а затем скрылся с места происшествия.
Вскоре после совершения преступления Асеев был задержан полицией, после чего дал признательные показания. В средствах массовой информации преступник получил прозвище «егорьевский стрелок». В апреле 2017 года дело о массовом убийстве поступило в Московский областной суд, где рассматривалось с участием коллегии присяжных заседателей, которая 1 ноября 2017 года вынесла убийце обвинительный вердикт. 20 ноября 2017 года Асеев был приговорён к пожизненному лишению свободы.
9 мая 2018 года Илья Асеев покончил с собой в камере ФКУ СИЗО № 12 УФСИН по Москве.

## Личность преступника
Илья Асеев родился 18 июля 1988 года. Отец — Александр Асеев, был неоднократно судим, в частности, трижды — за вооружённый разбой; в общей сложности провёл в местах лишения свободы 14 лет. Мать — Татьяна Асеева, работала санитаркой.
«Илья был хорошим усидчивым мальчиком, учился на четверки и пятерки. Вполне мог бы поступить в вуз, однако ему захотелось пойти в ПТУ, чтобы оттуда сразу отправиться в армию. Илья очень хотел служить», — рассказывал в интервью газете «Московский комсомолец» отец Ильи. После окончания средней школы Асеев поступил в Егорьевский авиационный технический колледж, проучившись там полгода, бросил обучение из-за проблем с черчением. Через некоторое время поступил в 31-е ГПТУ Егорьевска на специальность «электромонтёр по ремонту и обслуживанию электрооборудования», окончил его с отличием.
В 2007 году был призван в Вооружённые Силы Российской Федерации, службу проходил в химических войсках. «Командование признало, что он хорошо стреляет и быстро постигает все воинские дисциплины. Поэтому ему предложили службу на контрактной основе в спецназе ГРУ. Он не согласился, вернулся домой», — отмечал Александр Асеев.
По возвращении домой благодаря помощи друга устроился на работу в частное охранное предприятие. По словам родителей, пытался устроиться на службу в органы внутренних дел, а именно в патрульно-постовую службу, однако из-за многочисленных судимостей отца ему это не удалось.
Асеев увлекался охотой, имел лицензию и разрешение на приобретение, хранение и ношение огнестрельного оружия. Так, ему принадлежал гладкоствольный самозарядный карабин «Вепрь ВПО-205». Как сообщало издание Lenta.ru, до событий мая 2016 года мужчина «жил один, в квартире матери, оставив её ухаживать за больной бабушкой».

## Ход событий
Байкерский клуб «Дикие сердцем» возник в Егорьевске в начале 2000-х годов. «Формально он нигде не зарегистрирован, но пользуется доброй славой — состоящие в нем устраивали праздники для молодежи, занимались с детьми, регулярно принимали участие в поддержании порядка на массовых мероприятиях. Хотели в него попасть многие, но заветные нашивки (которые накладывали на владельца серьезные обязательства) выдавали не всем. Как говорят местные, получить шеврон мог только настоящий мужчина», — отмечал журналист Lenta.ru Игорь Надеждин.
Массовое убийство произошло ранним утром 8 мая 2016 года в деревне Чёлохово Егорьевского района Московской области, возле заброшенного здания пивоваренного завода, где разбили палаточный лагерь члены байкерского клуба «Дикие сердцем», готовившиеся к празднованию Дня Победы и открытию летнего мотосезона. В течение 7 мая на площадке они возводили импровизированную сцену, к вечеру несколько человек остались на поляне, чтобы охранять аппаратуру, а также мотоциклы и автомобили, которые оставили на территории будущие участники мероприятия.
Среди оставшихся членов клуба оказался и Илья Асеев. По словам одного из участников мероприятия, он не имел собственного мотоцикла и считался «сидушечником» — представителем «низшей касты» с точки зрения иерархии байкеров: на слёты байкерского клуба «Дикие сердцем» Асеева несколько раз привозили знакомые на задних сиденьях своих мотоциклов.
В ходе распития спиртных напитков между собравшимися произошёл конфликт. По некоторым данным, Асеев отказался выпить за здоровье байкера Сергея Морозова, у которого 8 мая был день рождения. После словесной перепалки члены клуба избили Илью, и, по его словам, отобрали его шлем.
Около 2:30 Асеев вызвал такси и уехал с места потасовки домой, где взял принадлежавший ему карабин «Вепрь-12 Молот» (по другим данным — карабин «Сайга»), после чего поехал обратно. Примерно через час он вновь приехал к палаточному лагерю и, используя лазерный прицел, открыл огонь по собравшимся у костра байкерам. Первой жертвой стал Олег Еремин, затем Асеев застрелил Сергея Флягина, пытавшегося спрятаться за палаткой Алексея Эшмакова и спавшего в кресле Анатолия Медведева. Последним погиб вышедший из автомобиля, в котором спал, Сергей Рубин. Стрельба длилась 15 секунд.
Ставших свидетелями двух девушек — Анастасию и Светлану, являвшихся знакомыми убитых, Асеев сознательно не стал убивать. «Мы сели в машину Светы Hyundai Accent — я сзади, подруга за руль, а Асеев рядом с ней. Сказал: „Везите меня в четвёртый микрорайон, а потом мы попрощаемся“. Пока ехали, мы с подругой вели себя очень осторожно — говорили с убийцей на какие-то отвлеченные темы. „Как жизнь?“, „Кем работаете?“, „Откуда сами?“ — такие вопросы он задавал. Асеев при этом, хоть и был немного пьян, вел себя очень спокойно», — рассказывала впоследствии Анастасия в интервью газете «Московский комсомолец».
«Когда приехали на место, Илья приставил „Сайгу“ к голове Светланы и сказал: „А теперь мы будем прощаться“. Она взмолилась, умоляла нас не убивать, говорила, что у нас маленькие дети… Асеев спокойно сказал: „Ну, сегодня у вас праздник“. Потом вышел из машины и скрылся», — вспоминала Анастасия. После ухода Асеева девушки направились на дачу к Анастасии, откуда и позвонили в полицию.
На территории Московской области был введён оперативный план «Сирена», предусматривающий розыск преступников, представляющих повышенную общественную опасность. Асеев в это время находился у себя дома, где вскоре и был задержан сотрудниками правоохранительных органов. Карабин, из которого велась стрельба, был обнаружен в принадлежавшем ему автомобиле Daewoo Nexia.

## Расследование и суд
Против Асеева следственным отделом по городу Егорьевску Главного следственного управления Следственного комитета России по Московской области было возбуждено уголовное дело по признакам преступления, предусмотренного частью 2 статьи 105 Уголовного кодекса Российской Федерации. «На допросе следователю он дал признательные показания и сообщил обо всех обстоятельствах произошедшего», — отмечала старший помощник руководителя Главного следственного управления Следственного комитета России по Московской области Елена Фокина. Днём 8 мая 2016 года Егорьевский городской суд избрал Асееву меру пресечения в виде заключения под стражу сроком два месяца. В ходе заседания Асеев признал вину и принёс извинения родственникам убитых. "«Хочу принести извинения, хотя мои извинения мало что изменят», — сказал он.
27 марта 2017 года стало известно, что прокуратура Московской области утвердила обвинительное заключение в отношении Асеева.
6 апреля 2017 года дело, состоящее из 10 томов, поступило в Московский областной суд. Дело рассматривалось в закрытом режиме и с участием коллегии присяжных заседателей.
На судебном заседании 1 ноября 2017 года коллегия присяжных заседателей вынесла вердикт по делу. В 14:30 присяжные удалились в совещательную комнату и через 4,5 часа вернулись, после чего старшина коллегии объявил, что Асеев признан виновным и не заслуживающим снисхождения. В ходе прений 14 ноября 2017 года государственный обвинитель попросил суд приговорить Асеева к пожизненному лишению свободы. Защита подсудимого, в свою очередь, возразила против данного наказания.
20 ноября 2017 года Московский областной суд, согласившись с позицией государственного обвинения, признал Асеева виновным в совершении преступления, предусмотренного пунктом «а» части 2 статьи 105 Уголовного кодекса Российской Федерации («убийство двух и более лиц») и назначил ему наказание в виде пожизненного лишения свободы с отбыванием заключения в исправительной колонии особого режима. Также судом были удовлетворены гражданские иски потерпевших о компенсации морального вреда по 3 миллиона рублей каждому, ущерба на общую сумму свыше 679 тысяч рублей и затрат на адвокатов по 62,5 тысячи рублей.
9 мая 2018 года, на следующий день после второй годовщины своего преступления, Илья Асеев покончил с собой в камере ФКУ СИЗО № 12 УФСИН по Москве.